# Férfi jégkorong-válogatottak a 2002. évi téli olimpiai játékokon
Ez a szócikk tartalmazza a 2002. évi téli olimpiai játékokon részt vevő férfi jégkorong-válogatottak által nevezett játékosok listáját.
A játékosok (vezetőedzők) adatai a 2002. február 9-i állapotnak megfelelőek. A táblázatokban található posztok rövidítései: K – Kapus, V – Védő, T – Támadó.

## A csoport

### Ausztria
| Osztrák nemzeti férfi jégkorongcsapat-játékoskeret | Osztrák nemzeti férfi jégkorongcsapat-játékoskeret | Osztrák nemzeti férfi jégkorongcsapat-játékoskeret | Osztrák nemzeti férfi jégkorongcsapat-játékoskeret | Osztrák nemzeti férfi jégkorongcsapat-játékoskeret | Osztrák nemzeti férfi jégkorongcsapat-játékoskeret | Osztrák nemzeti férfi jégkorongcsapat-játékoskeret |
| #                                                  | Név                                                | Poszt                                              | Magasság                                           | Súly                                               | Kor                                                | Klub                                               |
| -------------------------------------------------- | -------------------------------------------------- | -------------------------------------------------- | -------------------------------------------------- | -------------------------------------------------- | -------------------------------------------------- | -------------------------------------------------- |
| 25                                                 | Michael Suttnig                                    | K                                                  | 178                                                | 76                                                 | 1973. november 8. (28 évesen)                      | EC Klagenfurt                                      |
| 31                                                 | Claus Dalpiaz                                      | K                                                  | 175                                                | 70                                                 | 1971. október 10. (30 évesen)                      | HC Innsbruck                                       |
| 38                                                 | Reinhard Divis                                     | K                                                  | 182                                                | 87                                                 | 1975. július 4. (26 évesen)                        | Worcester Ice Cats                                 |
| 4                                                  | Gerhard Unterluggauer                              | V                                                  | 177                                                | 88                                                 | 1976. augusztus 15. (25 évesen)                    | Schwenninger Wild Wings                            |
| 6                                                  | Joseph GD Lavoie                                   | V                                                  | 19                                                 | 95                                                 | 1967. november 21. (34 évesen)                     | Hannover Scorpions                                 |
| 9                                                  | Thomas Searle                                      | V                                                  | 18                                                 | 88                                                 | 1963. április 26. (38 évesen)                      | Heraklith VSV                                      |
| 13                                                 | Robert Lukas                                       | V                                                  | 177                                                | 82                                                 | 1978. augusztus 29. (23 évesen)                    | EHC Black Wings Linz                               |
| 32                                                 | André Lakos                                        | V                                                  | 202                                                | 104                                                | 1979. július 29. (22 évesen)                       | Utah Grizzlies                                     |
| 47                                                 | Martin Ulrich                                      | V                                                  | 188                                                | 91                                                 | 1969. december 16. (32 évesen)                     | Düsseldorfer EG                                    |
| 96                                                 | Peter Kasper                                       | V                                                  | 182                                                | 89                                                 | 1974. december 20. (27 évesen)                     | HC Innsbruck                                       |
| 10                                                 | Christoph Brandner                                 | T                                                  | 195                                                | 98                                                 | 1975. július 5. (26 évesen)                        | Krefeld Penguine                                   |
| 11                                                 | Gerald Ressmann                                    | T                                                  | 19                                                 | 100                                                | 1970. július 24. (31 évesen)                       | EC Klagenfurt                                      |
| 12                                                 | Matthias Trattnig                                  | T                                                  | 185                                                | 95                                                 | 1979. április 22. (22 évesen)                      | Djurgårdens IF                                     |
| 15                                                 | Oliver Setzinger                                   | T                                                  | 183                                                | 92                                                 | 1983. július 11. (18 évesen)                       | EHC Black Wings Linz                               |
| 16                                                 | Thomas Pöck                                        | T                                                  | 184                                                | 89                                                 | 1981. december 2. (20 évesen)                      | University of Masschusetts at Amherst              |
| 18                                                 | Kent Salfi                                         | T                                                  | 176                                                | 82                                                 | 1971. június 10. (30 évesen)                       | Heraklith VSV                                      |
| 21                                                 | Mario Schaden                                      | T                                                  | 173                                                | 85                                                 | 1972. április 30. (29 évesen)                      | EC Klagenfurt                                      |
| 22                                                 | Martin Hohenberger                                 | T                                                  | 186                                                | 93                                                 | 1977. január 29. (25 évesen)                       | Revierlöwen Oberhausen                             |
| 24                                                 | Günther Lanzinger                                  | T                                                  | 187                                                | 89                                                 | 1972. január 4. (30 évesen)                        | Heraklith VSV                                      |
| 26                                                 | Simon Wheeldon                                     | T                                                  | 183                                                | 85                                                 | 1966. augusztus 30. (35 évesen)                    | München Barons                                     |
| 27                                                 | Wolfgang Kromp                                     | T                                                  | 175                                                | 83                                                 | 1970. szeptember 17. (31 évesen)                   | Heraklith VSV                                      |
| 29                                                 | Christian Perthaler                                | T                                                  | 183                                                | 90                                                 | 1968. július 21. (33 évesen)                       | EHC Black Wings Linz                               |
| 74                                                 | Dieter Kalt                                        | T                                                  | 175                                                | 83                                                 | 1974. június 26. (27 évesen)                       | Farjestads BK                                      |
| Vezetőedző: Ron Kennedy                            | Vezetőedző: Ron Kennedy                            | Vezetőedző: Ron Kennedy                            | Vezetőedző: Ron Kennedy                            | Vezetőedző: Ron Kennedy                            | 1953. május 7. (48 évesen)                         | 1953. május 7. (48 évesen)                         |

### Lettország
| Lett nemzeti férfi jégkorongcsapat-játékoskeret | Lett nemzeti férfi jégkorongcsapat-játékoskeret | Lett nemzeti férfi jégkorongcsapat-játékoskeret | Lett nemzeti férfi jégkorongcsapat-játékoskeret | Lett nemzeti férfi jégkorongcsapat-játékoskeret | Lett nemzeti férfi jégkorongcsapat-játékoskeret | Lett nemzeti férfi jégkorongcsapat-játékoskeret |
| #                                               | Név                                             | Poszt                                           | Magasság                                        | Súly                                            | Kor                                             | Klub                                            |
| ----------------------------------------------- | ----------------------------------------------- | ----------------------------------------------- | ----------------------------------------------- | ----------------------------------------------- | ----------------------------------------------- | ----------------------------------------------- |
| 1                                               | Artūrs Irbe                                     | K                                               | 175                                             | 82                                              | 1967. február 2. (35 évesen)                    | Carolina Hurricanes                             |
| 30                                              | Sergejs Naumovs                                 | K                                               | 179                                             | 79                                              | 1969. április 4. (32 évesen)                    | Djurgårdens IF                                  |
| 32                                              | Edgars Masalskis                                | K                                               | 18                                              | 79                                              | 1980. március 31. (21 évesen)                   | Metalurgs Liepaja                               |
| 2                                               | Rodrigo Laviņš                                  | V                                               | 18                                              | 80                                              | 1974. augusztus 3. (27 évesen)                  | Molot-Prikamie Perm                             |
| 3                                               | Viktors Ignatjevs                               | V                                               | 19                                              | 92                                              | 1970. április 26. (31 évesen)                   | Severstal Cherepovets                           |
| 5                                               | Igors Bondarevs                                 | V                                               | 179                                             | 80                                              | 1974. február 9. (28 évesen)                    | SaiPa                                           |
| 7                                               | Kārlis Skrastiņš                                | V                                               | 188                                             | 85                                              | 1974. július 9. (27 évesen)                     | Nashville Predators                             |
| 15                                              | Kaspars Astašenko                               | V                                               | 191                                             | 92                                              | 1975. február 17. (26 évesen)                   | Lowell Lock Monsters                            |
| 18                                              | Sandis Ozoliņš                                  | V                                               | 188                                             | 88                                              | 1972. augusztus 3. (29 évesen)                  | Florida Panthers                                |
| 22                                              | Olegs Sorokins                                  | V                                               | 178                                             | 80                                              | 1974. január 4. (28 évesen)                     | Molot-Prikamie Perm                             |
| 23                                              | Atvars Tribuncovs                               | V                                               | 19                                              | 89                                              | 1976. október 14. (25 évesen)                   | Berlin Capitals                                 |
| 28                                              | Andrejs Maticins                                | V                                               | 18                                              | 85                                              | 1963. január 30. (39 évesen)                    | Nykoping                                        |
| 8                                               | Vjačeslavs Fanduls                              | T                                               | 179                                             | 79                                              | 1969. március 17. (32 évesen)                   | Berlin Capitals                                 |
| 9                                               | Aleksandrs Belavskis                            | T                                               | 18                                              | 83                                              | 1964. január 17. (38 évesen)                    | IF Bjorkloven                                   |
| 11                                              | Sergejs Senins                                  | T                                               | 178                                             | 77                                              | 1972. április 16. (29 évesen)                   | Herning IK                                      |
| 12                                              | Aleksandrs Macijevskis                          | T                                               | 175                                             | 73                                              | 1975. június 26. (26 évesen)                    | Odense IK                                       |
| 13                                              | Grigorijs Pantelejevs                           | T                                               | 175                                             | 83                                              | 1972. november 13. (29 évesen)                  | Sodertalje SK                                   |
| 14                                              | Leonīds Tambijevs                               | T                                               | 177                                             | 80                                              | 1970. szeptember 26. (31 évesen)                | Rodovre IK                                      |
| 17                                              | Aleksandrs Ņiživijs                             | T                                               | 175                                             | 75                                              | 1976. szeptember 16. (25 évesen)                | Dynamo Moskva                                   |
| 20                                              | Harijs Vītoliņš                                 | T                                               | 191                                             | 96                                              | 1968. április 30. (33 évesen)                   | HC Thurgau                                      |
| 21                                              | Aleksandrs Kerčs                                | T                                               | 176                                             | 83                                              | 1967. március 16. (34 évesen)                   | Berlin Capitals                                 |
| 27                                              | Aleksandrs Semjonovs                            | T                                               | 179                                             | 80                                              | 1972. június 8. (29 évesen)                     | IFK Arboga IK                                   |
| 29                                              | Aigars Cipruss                                  | T                                               | 175                                             | 78                                              | 1972. január 12. (30 évesen)                    | HIFK Helsinki                                   |
| Vezetőedző: Curt Lindström                      | Vezetőedző: Curt Lindström                      | Vezetőedző: Curt Lindström                      | Vezetőedző: Curt Lindström                      | Vezetőedző: Curt Lindström                      | 1940. november 26. (61 évesen)                  | 1940. november 26. (61 évesen)                  |

### Németország
| Német nemzeti férfi jégkorongcsapat-játékoskeret | Német nemzeti férfi jégkorongcsapat-játékoskeret | Német nemzeti férfi jégkorongcsapat-játékoskeret | Német nemzeti férfi jégkorongcsapat-játékoskeret | Német nemzeti férfi jégkorongcsapat-játékoskeret | Német nemzeti férfi jégkorongcsapat-játékoskeret | Német nemzeti férfi jégkorongcsapat-játékoskeret |
| #                                                | Név                                              | Poszt                                            | Magasság                                         | Súly                                             | Kor                                              | Klub                                             |
| ------------------------------------------------ | ------------------------------------------------ | ------------------------------------------------ | ------------------------------------------------ | ------------------------------------------------ | ------------------------------------------------ | ------------------------------------------------ |
| 33                                               | Marc Seliger                                     | K                                                | 18                                               | 75                                               | 1974. május 1. (27 évesen)                       | Nürnberg Ice Tigers                              |
| 47                                               | Christian Künast                                 | K                                                | 18                                               | 82                                               | 1971. március 7. (30 évesen)                     | München Barons                                   |
| 80                                               | Robert Müller                                    | K                                                | 172                                              | 74                                               | 1980. június 25. (21 évesen)                     | Adler Mannheim                                   |
| 6                                                | Jörg Mayr                                        | V                                                | 177                                              | 84                                               | 1970. január 3. (32 évesen)                      | Kölner Haie                                      |
| 10                                               | Christian Ehrhoff                                | V                                                | 188                                              | 85                                               | 1982. július 6. (19 évesen)                      | Krefeld Penguine                                 |
| 12                                               | Mirko Lüdemann                                   | V                                                | 18                                               | 83                                               | 1973. december 15. (28 évesen)                   | Kölner Haie                                      |
| 13                                               | Christoph Schubert                               | V                                                | 19                                               | 92                                               | 1982. február 5. (20 évesen)                     | München Barons                                   |
| 31                                               | Andreas Renz                                     | V                                                | 183                                              | 90                                               | 1977. június 12. (24 évesen)                     | Kölner Haie                                      |
| 36                                               | Erich Goldmann                                   | V                                                | 192                                              | 94                                               | 1976. április 7. (25 évesen)                     | Moskitos Essen                                   |
| 41                                               | Daniel Kunce                                     | V                                                | 196                                              | 93                                               | 1971. július 17. (30 évesen)                     | Krefeld Penguine                                 |
| 84                                               | Dennis Seidenberg                                | V                                                | 183                                              | 85                                               | 1981. július 18. (20 évesen)                     | Adler Mannheim                                   |
| 16                                               | Wayne Hynes                                      | T                                                | 182                                              | 91                                               | 1969. május 29. (32 évesen)                      | Adler Mannheim                                   |
| 17                                               | Jochen Hecht                                     | T                                                | 187                                              | 87                                               | 1977. június 21. (24 évesen)                     | Edmonton Oilers                                  |
| 18                                               | Andreas Loth                                     | T                                                | 184                                              | 86                                               | 1972. február 26. (29 évesen)                    | Kassel Huskies                                   |
| 19                                               | Marco Sturm                                      | T                                                | 182                                              | 85                                               | 1978. szeptember 8. (23 évesen)                  | San Jose Sharks                                  |
| 20                                               | Jürgen Rumrich                                   | T                                                | 181                                              | 85                                               | 1968. március 20. (33 évesen)                    | Nürnberg Ice Tigers                              |
| 21                                               | Stefan Ustorf                                    | T                                                | 181                                              | 86                                               | 1974. január 3. (28 évesen)                      | Adler Mannheim                                   |
| 22                                               | Martin Reichel                                   | T                                                | 187                                              | 86                                               | 1973. november 7. (28 évesen)                    | Nürnberg Ice Tigers                              |
| 26                                               | Daniel Kreutzer                                  | T                                                | 176                                              | 86                                               | 1979. október 23. (22 évesen)                    | Kassel Huskies                                   |
| 27                                               | Tobias Abstreiter                                | T                                                | 175                                              | 84                                               | 1970. július 6. (31 évesen)                      | Kassel Huskies                                   |
| 48                                               | Leonard Soccio                                   | T                                                | 181                                              | 85                                               | 1967. május 28. (34 évesen)                      | Hannover Scorpions                               |
| 49                                               | Klaus Kathan                                     | T                                                | 181                                              | 85                                               | 1977. január 7. (25 évesen)                      | Kassel Huskies                                   |
| 75                                               | Andreas Morczinietz                              | T                                                | 183                                              | 79                                               | 1978. március 11. (23 évesen)                    | Augsburger Panther                               |
| 81                                               | Mark Mackay                                      | T                                                | 173                                              | 82                                               | 1964. május 28. (37 évesen)                      | Schwenninger Wild Wings                          |
| 83                                               | Jan Benda                                        | T                                                | 192                                              | 96                                               | 1972. április 28. (29 évesen)                    | AK Barsz Kazány                                  |
| Vezetőedző: Hans Zach                            | Vezetőedző: Hans Zach                            | Vezetőedző: Hans Zach                            | Vezetőedző: Hans Zach                            | Vezetőedző: Hans Zach                            | 1949. március 30. (52 évesen)                    | 1949. március 30. (52 évesen)                    |

### Szlovákia
| Szlovák nemzeti férfi jégkorongcsapat-játékoskeret | Szlovák nemzeti férfi jégkorongcsapat-játékoskeret | Szlovák nemzeti férfi jégkorongcsapat-játékoskeret | Szlovák nemzeti férfi jégkorongcsapat-játékoskeret | Szlovák nemzeti férfi jégkorongcsapat-játékoskeret | Szlovák nemzeti férfi jégkorongcsapat-játékoskeret | Szlovák nemzeti férfi jégkorongcsapat-játékoskeret |
| #                                                  | Név                                                | Poszt                                              | Magasság                                           | Súly                                               | Kor                                                | Klub                                               |
| -------------------------------------------------- | -------------------------------------------------- | -------------------------------------------------- | -------------------------------------------------- | -------------------------------------------------- | -------------------------------------------------- | -------------------------------------------------- |
| 25                                                 | Ján Lašák                                          | K                                                  | 184                                                | 91                                                 | 1979. április 10. (22 évesen)                      | Milwaukee Admirals                                 |
| 29                                                 | Pavol Rybár                                        | K                                                  | 181                                                | 84                                                 | 1971. október 12. (30 évesen)                      | HC Slovan Bratislava                               |
| 31                                                 | Rastislav Staňa                                    | K                                                  | 186                                                | 82                                                 | 1980. január 10. (22 évesen)                       | Richmond Renegades                                 |
| 4                                                  | Peter Smrek                                        | V                                                  | 183                                                | 98                                                 | 1979. február 16. (22 évesen)                      | New York Rangers                                   |
| 5                                                  | Jaroslav Obšut                                     | V                                                  | 186                                                | 95                                                 | 1976. szeptember 3. (25 évesen)                    | Colorado Avalanche                                 |
| 11                                                 | Dušan Milo                                         | V                                                  | 176                                                | 85                                                 | 1973. március 5. (28 évesen)                       | HKM Zvolen                                         |
| 17                                                 | Ľubomír Višňovský                                  | V                                                  | 177                                                | 83                                                 | 1976. augusztus 11. (25 évesen)                    | Los Angeles Kings                                  |
| 22                                                 | Ivan Majeský                                       | V                                                  | 194                                                | 104                                                | 1976. szeptember 2. (25 évesen)                    | Ilves Tampere                                      |
| 41                                                 | Richard Lintner                                    | V                                                  | 19                                                 | 94                                                 | 1977. november 15. (24 évesen)                     | MoDo                                               |
| 50                                                 | Richard Pavlikovský                                | V                                                  | 181                                                | 89                                                 | 1975. március 3. (26 évesen)                       | HV 71                                              |
| 15                                                 | Jozef Stümpel                                      | T                                                  | 19                                                 | 100                                                | 1972. július 20. (29 évesen)                       | Boston Bruins                                      |
| 18                                                 | Miroslav Šatan                                     | T                                                  | 188                                                | 89                                                 | 1974. október 22. (27 évesen)                      | Buffalo Sabres                                     |
| 19                                                 | Rastislav Pavlikovský                              | T                                                  | 18                                                 | 90                                                 | 1977. március 2. (24 évesen)                       | HV 71                                              |
| 23                                                 | Ľuboš Bartečko                                     | T                                                  | 181                                                | 92                                                 | 1976. július 14. (25 évesen)                       | Atlanta Thrashers                                  |
| 24                                                 | Ján Pardavý                                        | T                                                  | 18                                                 | 89                                                 | 1971. szeptember 8. (30 évesen)                    | Djurgårdens IF                                     |
| 26                                                 | Michal Handzuš                                     | T                                                  | 188                                                | 90                                                 | 1977. március 11. (24 évesen)                      | Phoenix Coyotes                                    |
| 30                                                 | Richard Kapuš                                      | T                                                  | 182                                                | 91                                                 | 1973. február 9. (29 évesen)                       | HC Slovan Bratislava                               |
| 33                                                 | Žigmund Pálffy                                     | T                                                  | 175                                                | 80                                                 | 1972. május 5. (29 évesen)                         | Los Angeles Kings                                  |
| 38                                                 | Pavol Demitra                                      | T                                                  | 18                                                 | 82                                                 | 1974. november 29. (27 évesen)                     | St. Louis Blues                                    |
| 39                                                 | Róbert Petrovický                                  | T                                                  | 181                                                | 81                                                 | 1973. október 26. (28 évesen)                      | HC Ambri-Piotta                                    |
| 42                                                 | Richard Šechný                                     | T                                                  | 196                                                | 103                                                | 1971. október 19. (30 évesen)                      | HKM Zvolen                                         |
| 72                                                 | Jaroslav Török                                     | T                                                  | 182                                                | 88                                                 | 1971. december 1. (30 évesen)                      | HKM Zvolen                                         |
| 81                                                 | Marian Hossa                                       | T                                                  | 19                                                 | 90                                                 | 1979. január 12. (23 évesen)                       | Ottawa Senators                                    |
| Vezetőedző: Ján Filc                               | Vezetőedző: Ján Filc                               | Vezetőedző: Ján Filc                               | Vezetőedző: Ján Filc                               | Vezetőedző: Ján Filc                               | 1953. február 19. (48 évesen)                      | 1953. február 19. (48 évesen)                      |

## B csoport

### Fehéroroszország
| Fehérorosz nemzeti férfi jégkorongcsapat-játékoskeret | Fehérorosz nemzeti férfi jégkorongcsapat-játékoskeret | Fehérorosz nemzeti férfi jégkorongcsapat-játékoskeret | Fehérorosz nemzeti férfi jégkorongcsapat-játékoskeret | Fehérorosz nemzeti férfi jégkorongcsapat-játékoskeret | Fehérorosz nemzeti férfi jégkorongcsapat-játékoskeret | Fehérorosz nemzeti férfi jégkorongcsapat-játékoskeret |
| #                                                     | Név                                                   | Poszt                                                 | Magasság                                              | Súly                                                  | Kor                                                   | Klub                                                  |
| ----------------------------------------------------- | ----------------------------------------------------- | ----------------------------------------------------- | ----------------------------------------------------- | ----------------------------------------------------- | ----------------------------------------------------- | ----------------------------------------------------- |
| 2                                                     | Szerhij Sabanov                                       | K                                                     | 179                                                   | 76                                                    | 1974. február 24. (27 évesen)                         | Metallurg Novokuznyeck                                |
| 31                                                    | Andrej Mezin                                          | K                                                     | 18                                                    | 77                                                    | 1974. július 8. (27 évesen)                           | Berlin Capitals                                       |
| 33                                                    | Leanyid Fatikov                                       | K                                                     | 194                                                   | 100                                                   | 1968. április 24. (33 évesen)                         | Kassel Huskies                                        |
| 3                                                     | Aleh Hmil                                             | V                                                     | 182                                                   | 92                                                    | 1970. január 30. (32 évesen)                          | Lada Togliatti                                        |
| 4                                                     | Aljakszandr Makricki                                  | V                                                     | 182                                                   | 90                                                    | 1971. augusztus 11. (30 évesen)                       | Revierlöwen Oberhausen                                |
| 5                                                     | Aleh Romanov                                          | V                                                     | 182                                                   | 85                                                    | 1970. március 31. (31 évesen)                         | Szeversztal Cserepovec                                |
| 6                                                     | Ihar Matuskin                                         | V                                                     | 187                                                   | 89                                                    | 1965. január 27. (37 évesen)                          | Skelleftea AIK                                        |
| 21                                                    | Aleh Mikulcsik                                        | V                                                     | 188                                                   | 91                                                    | 1964. július 21. (37 évesen)                          | Himik Voszkreszenszk                                  |
| 23                                                    | Ruszlan Szalej                                        | V                                                     | 185                                                   | 93                                                    | 1974. november 2. (27 évesen)                         | Mighty Ducks of Anaheim                               |
| 26                                                    | Szjarhej Sztasz                                       | V                                                     | 181                                                   | 90                                                    | 1974. április 28. (27 évesen)                         | Krefeld Pinguine                                      |
| 27                                                    | Aljakszandr Zsurik                                    | V                                                     | 194                                                   | 98                                                    | 1975. május 29. (26 évesen)                           | Krylia Szovjetov                                      |
| 30                                                    | Uladzimir Kopac                                       | V                                                     | 178                                                   | 84                                                    | 1971. április 23. (30 évesen)                         | Nyeftyehimik Nyizsnyekamszk                           |
| 9                                                     | Aljakszandr Andrijevszki                              | T                                                     | 196                                                   | 105                                                   | 1968. augusztus 10. (33 évesen)                       | Himik Voszkreszenszk                                  |
| 11                                                    | Vadzim Bekbulatav                                     | T                                                     | 18                                                    | 87                                                    | 1970. március 8. (31 évesen)                          | Dynamo Energia                                        |
| 13                                                    | Andrej Kovaljov                                       | T                                                     | 182                                                   | 87                                                    | 1966. április 2. (35 évesen)                          | Revierlöwen Oberhausen                                |
| 14                                                    | Vaszil Pankov                                         | T                                                     | 185                                                   | 89                                                    | 1968. augusztus 15. (33 évesen)                       | Augsburger Panther                                    |
| 16                                                    | Andrej Szkabelka                                      | T                                                     | 186                                                   | 92                                                    | 1971. január 20. (31 évesen)                          | Szalavat Julajev                                      |
| 17                                                    | Aljakszej Kaljuzsni                                   | T                                                     | 183                                                   | 85                                                    | 1977. június 13. (24 évesen)                          | Metallurg Magnyitogorszk                              |
| 18                                                    | Aleh Antonyenka                                       | T                                                     | 187                                                   | 91                                                    | 1971. július 1. (30 évesen)                           | Szeversztal Cserepovec                                |
| 19                                                    | Eduard Zankavec                                       | T                                                     | 174                                                   | 85                                                    | 1969. szeptember 27. (32 évesen)                      | Torpedo Nyizsnyij Novogorod                           |
| 24                                                    | Dzmitrij Dudik                                        | T                                                     | 184                                                   | 87                                                    | 1977. november 2. (24 évesen)                         | HK Gomel                                              |
| 28                                                    | Kansztancin Kalcov                                    | T                                                     | 185                                                   | 90                                                    | 1981. április 17. (20 évesen)                         | Szpartak Moszkva                                      |
| 29                                                    | Uladzimir Ciplakov                                    | T                                                     | 187                                                   | 93                                                    | 1969. április 18. (32 évesen)                         | AK Barsz Kazány                                       |
| 32                                                    | Dzmitrij Pankov                                       | T                                                     | 184                                                   | 89                                                    | 1974. október 29. (27 évesen)                         | Metallurg Novokuznyeck                                |
| 37                                                    | Andrej Raszolka                                       | T                                                     | 177                                                   | 83                                                    | 1968. szeptember 13. (33 évesen)                      | Szeversztal Cserepovec                                |
| Vezetőedző: Vlagyimir Krikunov                        | Vezetőedző: Vlagyimir Krikunov                        | Vezetőedző: Vlagyimir Krikunov                        | Vezetőedző: Vlagyimir Krikunov                        | Vezetőedző: Vlagyimir Krikunov                        | 1950. április 23. (51 évesen)                         | 1950. április 23. (51 évesen)                         |

### Franciaország
| Francia nemzeti férfi jégkorongcsapat-játékoskeret | Francia nemzeti férfi jégkorongcsapat-játékoskeret | Francia nemzeti férfi jégkorongcsapat-játékoskeret | Francia nemzeti férfi jégkorongcsapat-játékoskeret | Francia nemzeti férfi jégkorongcsapat-játékoskeret | Francia nemzeti férfi jégkorongcsapat-játékoskeret | Francia nemzeti férfi jégkorongcsapat-játékoskeret |
| #                                                  | Név                                                | Poszt                                              | Magasság                                           | Súly                                               | Kor                                                | Klub                                               |
| -------------------------------------------------- | -------------------------------------------------- | -------------------------------------------------- | -------------------------------------------------- | -------------------------------------------------- | -------------------------------------------------- | -------------------------------------------------- |
| 1                                                  | Cristobal Huet                                     | K                                                  | 183                                                | 86                                                 | 1975. szeptember 3. (26 évesen)                    | HC Lugano                                          |
| 30                                                 | Fabrice Lhenry                                     | K                                                  | 18                                                 | 78                                                 | 1972. június 29. (29 évesen)                       | Mulhouse                                           |
| 31                                                 | Patrick Rolland                                    | K                                                  | 176                                                | 74                                                 | 1969. június 7. (32 évesen)                        | Grenoble                                           |
| 2                                                  | Allan Carriou                                      | V                                                  | 185                                                | 90                                                 | 1976. február 2. (26 évesen)                       | Rouen                                              |
| 3                                                  | Vincent Bachet                                     | V                                                  | 179                                                | 92                                                 | 1978. április 29. (23 évesen)                      | Reims                                              |
| 13                                                 | Karl DeWolf                                        | V                                                  | 179                                                | 77                                                 | 1972. február 21. (29 évesen)                      | Amiens                                             |
| 20                                                 | Jean-François Bonnard                              | V                                                  | 18                                                 | 88                                                 | 1971. szeptember 14. (30 évesen)                   | Grenoble                                           |
| 24                                                 | Denis Perez                                        | V                                                  | 184                                                | 96                                                 | 1965. április 25. (36 évesen)                      | Amiens                                             |
| 26                                                 | Benoît Pourtanel                                   | V                                                  | 179                                                | 82                                                 | 1974. április 12. (27 évesen)                      | Angers                                             |
| 27                                                 | Baptiste Amar                                      | V                                                  | 183                                                | 85                                                 | 1979. november 11. (22 évesen)                     | Univ. of Mass. at Lowell                           |
| 6                                                  | Benoît Bachelet                                    | T                                                  | 174                                                | 82                                                 | 1974. november 6. (27 évesen)                      | Grenoble                                           |
| 7                                                  | Stéphane Barin                                     | T                                                  | 18                                                 | 82                                                 | 1971. január 8. (31 évesen)                        | Krefeld Penguine                                   |
| 8                                                  | Arnaud Briand                                      | T                                                  | 186                                                | 93                                                 | 1970. április 29. (31 évesen)                      | Lulea HF                                           |
| 9                                                  | Maurice Rozenthal                                  | T                                                  | 177                                                | 77                                                 | 1975. június 20. (26 évesen)                       | IF Bjorkloven                                      |
| 10                                                 | Laurent Meunier                                    | T                                                  | 182                                                | 84                                                 | 1979. január 16. (23 évesen)                       | Univ. of Mass. at Lowell                           |
| 11                                                 | François Rozenthal                                 | T                                                  | 177                                                | 78                                                 | 1975. június 20. (26 évesen)                       | IF Bjorkloven                                      |
| 12                                                 | Philippe Bozon                                     | T                                                  | 18                                                 | 88                                                 | 1966. november 30. (35 évesen)                     | HC Geneve-Servette                                 |
| 14                                                 | Yorick Treille                                     | T                                                  | 19                                                 | 93                                                 | 1980. július 15. (21 évesen)                       | Univ. of Mass. at Lowell                           |
| 16                                                 | Guillaume Besse                                    | T                                                  | 183                                                | 89                                                 | 1976. január 26. (26 évesen)                       | Rouen                                              |
| 22                                                 | Jonathan Zwikel                                    | T                                                  | 181                                                | 86                                                 | 1975. július 16. (26 évesen)                       | Reims                                              |
| 23                                                 | Anthony Mortas                                     | T                                                  | 184                                                | 85                                                 | 1974. február 13. (27 évesen)                      | Reims                                              |
| 25                                                 | Richard Aimonetto                                  | T                                                  | 183                                                | 84                                                 | 1973. január 24. (29 évesen)                       | Reims                                              |
| 28                                                 | Laurent Gras                                       | T                                                  | 176                                                | 83                                                 | 1976. március 15. (25 évesen)                      | Amiens                                             |
| Vezetőedző: Heikki Leime                           | Vezetőedző: Heikki Leime                           | Vezetőedző: Heikki Leime                           | Vezetőedző: Heikki Leime                           | Vezetőedző: Heikki Leime                           | 1962. május 7. (39 évesen)                         | 1962. május 7. (39 évesen)                         |

### Svájc
| Svájci nemzeti férfi jégkorongcsapat-játékoskeret | Svájci nemzeti férfi jégkorongcsapat-játékoskeret | Svájci nemzeti férfi jégkorongcsapat-játékoskeret | Svájci nemzeti férfi jégkorongcsapat-játékoskeret | Svájci nemzeti férfi jégkorongcsapat-játékoskeret | Svájci nemzeti férfi jégkorongcsapat-játékoskeret | Svájci nemzeti férfi jégkorongcsapat-játékoskeret |
| #                                                 | Név                                               | Poszt                                             | Magasság                                          | Súly                                              | Kor                                               | Klub                                              |
| ------------------------------------------------- | ------------------------------------------------- | ------------------------------------------------- | ------------------------------------------------- | ------------------------------------------------- | ------------------------------------------------- | ------------------------------------------------- |
| 26                                                | Martin Gerber                                     | K                                                 | 18                                                | 88                                                | 1974. szeptember 3. (27 évesen)                   | Farjestads BK                                     |
| 40                                                | David Aebischer                                   | K                                                 | 186                                               | 85                                                | 1978. február 7. (24 évesen)                      | Colorado Avalanche                                |
| 41                                                | Lars Weibel                                       | K                                                 | 185                                               | 86                                                | 1974. május 20. (27 évesen)                       | HC Davos                                          |
| 3                                                 | Julien Vauclair                                   | V                                                 | 184                                               | 90                                                | 1979. október 2. (22 évesen)                      | Grand Rapids Griffins                             |
| 5                                                 | Patrick Sutter                                    | V                                                 | 175                                               | 78                                                | 1970. július 6. (31 évesen)                       | HC Lugano                                         |
| 7                                                 | Mark Streit                                       | V                                                 | 182                                               | 89                                                | 1977. december 11. (24 évesen)                    | ZSC Lions                                         |
| 10                                                | Martin Höhener                                    | V                                                 | 187                                               | 87                                                | 1980. június 23. (21 évesen)                      | EHC Kloten                                        |
| 11                                                | Martin Steinegger                                 | V                                                 | 187                                               | 90                                                | 1972. február 15. (29 évesen)                     | SC Bern                                           |
| 22                                                | Olivier Keller                                    | V                                                 | 19                                                | 95                                                | 1971. március 20. (30 évesen)                     | HC Lugano                                         |
| 27                                                | Edgar Salis                                       | V                                                 | 191                                               | 98                                                | 1970. május 20. (31 évesen)                       | ZSC Lions                                         |
| 31                                                | Mathias Seger                                     | V                                                 | 181                                               | 84                                                | 1977. december 17. (24 évesen)                    | ZSC Lions                                         |
| 4                                                 | Flavien Conne                                     | T                                                 | 177                                               | 81                                                | 1980. április 1. (21 évesen)                      | HC Lugano                                         |
| 12                                                | Patric Della Rossa                                | T                                                 | 186                                               | 93                                                | 1975. július 28. (26 évesen)                      | ZSC Lions                                         |
| 15                                                | Reto von Arx                                      | T                                                 | 183                                               | 84                                                | 1976. szeptember 13. (25 évesen)                  | HC Davos                                          |
| 17                                                | Gian-Marco Crameri                                | T                                                 | 177                                               | 77                                                | 1972. december 13. (29 évesen)                    | ZSC Lions                                         |
| 18                                                | André Rötheli                                     | T                                                 | 186                                               | 90                                                | 1970. október 12. (31 évesen)                     | HC Lugano                                         |
| 19                                                | Jean-Jacques Aeschlimann                          | T                                                 | 186                                               | 86                                                | 1967. május 30. (34 évesen)                       | HC Lugano                                         |
| 21                                                | Patrick Fischer                                   | T                                                 | 182                                               | 88                                                | 1975. szeptember 6. (26 évesen)                   | HC Davos                                          |
| 28                                                | Martin Plüss                                      | T                                                 | 174                                               | 81                                                | 1977. április 5. (24 évesen)                      | EHC Kloten                                        |
| 30                                                | Marcel Jenni                                      | T                                                 | 18                                                | 82                                                | 1974. március 2. (27 évesen)                      | Farjestads BK                                     |
| 32                                                | Ivo Rüthemann                                     | T                                                 | 172                                               | 77                                                | 1976. december 12. (25 évesen)                    | SC Bern                                           |
| 35                                                | Sandy Jeannin                                     | T                                                 | 18                                                | 82                                                | 1976. február 28. (25 évesen)                     | HC Lugano                                         |
| 37                                                | Björn Christen                                    | T                                                 | 183                                               | 86                                                | 1980. április 5. (21 évesen)                      | HC Davos                                          |
| Vezetőedző: Ralph Krueger                         | Vezetőedző: Ralph Krueger                         | Vezetőedző: Ralph Krueger                         | Vezetőedző: Ralph Krueger                         | Vezetőedző: Ralph Krueger                         | 1959. augusztus 31. (42 évesen)                   | 1959. augusztus 31. (42 évesen)                   |

### Ukrajna
| Ukrán nemzeti férfi jégkorongcsapat-játékoskeret | Ukrán nemzeti férfi jégkorongcsapat-játékoskeret | Ukrán nemzeti férfi jégkorongcsapat-játékoskeret | Ukrán nemzeti férfi jégkorongcsapat-játékoskeret | Ukrán nemzeti férfi jégkorongcsapat-játékoskeret | Ukrán nemzeti férfi jégkorongcsapat-játékoskeret | Ukrán nemzeti férfi jégkorongcsapat-játékoskeret |
| #                                                | Név                                              | Poszt                                            | Magasság                                         | Súly                                             | Kor                                              | Klub                                             |
| ------------------------------------------------ | ------------------------------------------------ | ------------------------------------------------ | ------------------------------------------------ | ------------------------------------------------ | ------------------------------------------------ | ------------------------------------------------ |
| 1                                                | Kosztjantin Szimcsuk                             | K                                                | 182                                              | 87                                               | 1974. február 26. (27 évesen)                    | Szpartak Moszkva                                 |
| 20                                               | Ihor Karpenko                                    | K                                                | 173                                              | 80                                               | 1976. július 23. (25 évesen)                     | Metallurg Magnyitogorszk                         |
| 22                                               | Olekszandr Fedorov                               | K                                                | 184                                              | 87                                               | 1978. április 12. (23 évesen)                    | Berkut Kijev                                     |
| 2                                                | Jurij Hunko                                      | V                                                | 191                                              | 98                                               | 1972. február 28. (29 évesen)                    | HK CSZKA Moszkva                                 |
| 3                                                | Szerhij Klimentyjev                              | V                                                | 183                                              | 89                                               | 1975. április 5. (26 évesen)                     | Metallurg Magnyitogorszk                         |
| 6                                                | Andrij Szrjubko                                  | V                                                | 189                                              | 93                                               | 1975. október 21. (26 évesen)                    | Syracuse Crunch                                  |
| 12                                               | Dmitro Tolkunov                                  | V                                                | 186                                              | 91                                               | 1979. május 27. (22 évesen)                      | Norfolk Admirals                                 |
| 14                                               | Valerij Sirjajev                                 | V                                                | 183                                              | 91                                               | 1963. augusztus 26. (38 évesen)                  | HC La Chaux-de-Fonds                             |
| 29                                               | Vjacseszlav Timcsenko                            | V                                                | 184                                              | 89                                               | 1971. augusztus 16. (30 évesen)                  | Weisswasser                                      |
| 30                                               | Vjacseszlav Zavalnyuk                            | V                                                | 181                                              | 90                                               | 1974. december 10. (27 évesen)                   | SZKA St. Peterburg                               |
| 7                                                | Vaszil Bobrovnikov                               | T                                                | 175                                              | 79                                               | 1971. november 8. (30 évesen)                    | Szokol Kijev                                     |
| 8                                                | Dmitro Hrisztics                                 | T                                                | 184                                              | 89                                               | 1969. július 23. (32 évesen)                     | Washington Capitals                              |
| 9                                                | Vadim Szlivcsenko                                | T                                                | 178                                              | 84                                               | 1970. március 28. (31 évesen)                    | Frankfurt Lions                                  |
| 10                                               | Vadim Sahrajcsuk                                 | T                                                | 189                                              | 94                                               | 1974. június 12. (27 évesen)                     | Lokomotyiv Jaroszlavl                            |
| 11                                               | Ruszlan Fedotenko                                | T                                                | 182                                              | 87                                               | 1979. január 18. (23 évesen)                     | Philadelphia Flyers                              |
| 15                                               | Vitalij Litvinenko                               | T                                                | 182                                              | 88                                               | 1970. június 14. (31 évesen)                     | Lada Togliatti                                   |
| 16                                               | Ihor Csibirev                                    | T                                                | 183                                              | 89                                               | 1968. április 19. (33 évesen)                    | Hannover Scorpions                               |
| 17                                               | Szerhij Varlamov                                 | T                                                | 179                                              | 91                                               | 1978. július 21. (23 évesen)                     | St. Louis Blues                                  |
| 21                                               | Valentin Oleckij                                 | T                                                | 178                                              | 83                                               | 1971. június 2. (30 évesen)                      | EV Füssen                                        |
| 23                                               | Roman Szalnikov                                  | T                                                | 185                                              | 89                                               | 1976. február 18. (25 évesen)                    | Krilja Szovjetov                                 |
| 24                                               | Vladiszlav Szerov                                | T                                                | 177                                              | 83                                               | 1978. június 14. (23 évesen)                     | Greensboro Generals                              |
| 25                                               | Bohdan Szavenko                                  | T                                                | 186                                              | 90                                               | 1974. november 20. (27 évesen)                   | Szpartak Moszkva                                 |
| 26                                               | Olekszij Ponyikarovszkij                         | T                                                | 185                                              | 89                                               | 1980. április 9. (21 évesen)                     | St. John's Maple Leafs                           |
| Vezetőedző: Anatolij Bohdanov                    | Vezetőedző: Anatolij Bohdanov                    | Vezetőedző: Anatolij Bohdanov                    | Vezetőedző: Anatolij Bohdanov                    | Vezetőedző: Anatolij Bohdanov                    | 1947. november 28. (54 évesen)                   | 1947. november 28. (54 évesen)                   |

## C csoport

### Csehország
| Cseh nemzeti férfi jégkorongcsapat-játékoskeret | Cseh nemzeti férfi jégkorongcsapat-játékoskeret | Cseh nemzeti férfi jégkorongcsapat-játékoskeret | Cseh nemzeti férfi jégkorongcsapat-játékoskeret | Cseh nemzeti férfi jégkorongcsapat-játékoskeret | Cseh nemzeti férfi jégkorongcsapat-játékoskeret | Cseh nemzeti férfi jégkorongcsapat-játékoskeret |
| #                                               | Név                                             | Poszt                                           | Magasság                                        | Súly                                            | Kor                                             | Klub                                            |
| ----------------------------------------------- | ----------------------------------------------- | ----------------------------------------------- | ----------------------------------------------- | ----------------------------------------------- | ----------------------------------------------- | ----------------------------------------------- |
| 3                                               | Milan Hnilicka                                  | K                                               | 183                                             | 83                                              | 1973. június 25. (28 évesen)                    | Atlanta Thrashers                               |
| 23                                              | Roman Cechmanek                                 | K                                               | 19                                              | 85                                              | 1971. március 2. (30 évesen)                    | Philadelphia Flyers                             |
| 39                                              | Dominik Hašek                                   | K                                               | 185                                             | 80                                              | 1965. január 29. (37 évesen)                    | Detroit Red Wings                               |
| 4                                               | Roman Hamrlík                                   | V                                               | 188                                             | 92                                              | 1974. április 12. (27 évesen)                   | New York Islanders                              |
| 6                                               | Jaroslav Špaček                                 | V                                               | 184                                             | 90                                              | 1974. február 11. (27 évesen)                   | Chicago Blackhawks                              |
| 13                                              | Pavel Kubina                                    | V                                               | 196                                             | 104                                             | 1977. április 15. (24 évesen)                   | Tampa Bay Lightning                             |
| 15                                              | Tomáš Kaberle                                   | V                                               | 184                                             | 85                                              | 1978. március 2. (23 évesen)                    | Toronto Maple Leafs                             |
| 29                                              | Michal Sýkora                                   | V                                               | 196                                             | 108                                             | 1973. július 5. (28 évesen)                     | HC Pardubice                                    |
| 41                                              | Martin Škoula                                   | V                                               | 19                                              | 96                                              | 1979. október 28. (22 évesen)                   | Colorado Avalanche                              |
| 42                                              | Richard Šmehlík                                 | V                                               | 19                                              | 100                                             | 1970. január 23. (32 évesen)                    | Buffalo Sabres                                  |
| 9                                               | Martin Havlát                                   | T                                               | 184                                             | 86                                              | 1981. április 19. (20 évesen)                   | Ottawa Senators                                 |
| 10                                              | Pavel Patera                                    | T                                               | 187                                             | 80                                              | 1971. szeptember 6. (30 évesen)                 | Avangard Omszk                                  |
| 16                                              | Petr Čajánek                                    | T                                               | 18                                              | 82                                              | 1975. augusztus 18. (26 évesen)                 | HC Continental Zlin                             |
| 17                                              | Petr Sýkora                                     | T                                               | 183                                             | 86                                              | 1976. november 19. (25 évesen)                  | New Jersey Devils                               |
| 19                                              | Radek Dvořák                                    | T                                               | 188                                             | 86                                              | 1977. március 9. (24 évesen)                    | New York Rangers                                |
| 20                                              | Robert Lang                                     | T                                               | 188                                             | 86                                              | 1970. december 19. (31 évesen)                  | Pittsburgh Penguins                             |
| 21                                              | Robert Reichel                                  | T                                               | 178                                             | 85                                              | 1971. június 25. (30 évesen)                    | Toronto Maple Leafs                             |
| 24                                              | Milan Hejduk                                    | T                                               | 183                                             | 82                                              | 1976. február 14. (25 évesen)                   | Colorado Avalanche                              |
| 25                                              | Patrik Eliáš                                    | T                                               | 185                                             | 86                                              | 1976. április 13. (25 évesen)                   | New Jersey Devils                               |
| 26                                              | Martin Ručinský                                 | T                                               | 183                                             | 81                                              | 1971. március 11. (30 évesen)                   | Dallas Stars                                    |
| 30                                              | Jiří Dopita                                     | T                                               | 193                                             | 97                                              | 1968. december 2. (33 évesen)                   | Philadelphia Flyers                             |
| 38                                              | Jan Hrdina                                      | T                                               | 183                                             | 90                                              | 1976. február 5. (26 évesen)                    | Pittsburgh Penguins                             |
| 68                                              | Jaromír Jágr                                    | T                                               | 191                                             | 98                                              | 1972. február 15. (29 évesen)                   | Washington Capitals                             |
| Vezetőedző: Josef Augusta                       | Vezetőedző: Josef Augusta                       | Vezetőedző: Josef Augusta                       | Vezetőedző: Josef Augusta                       | Vezetőedző: Josef Augusta                       | 1946. november 24. (55 évesen)                  | 1946. november 24. (55 évesen)                  |

### Kanada
| Kanadai nemzeti férfi jégkorongcsapat-játékoskeret | Kanadai nemzeti férfi jégkorongcsapat-játékoskeret | Kanadai nemzeti férfi jégkorongcsapat-játékoskeret | Kanadai nemzeti férfi jégkorongcsapat-játékoskeret | Kanadai nemzeti férfi jégkorongcsapat-játékoskeret | Kanadai nemzeti férfi jégkorongcsapat-játékoskeret | Kanadai nemzeti férfi jégkorongcsapat-játékoskeret |
| #                                                  | Név                                                | Poszt                                              | Magasság                                           | Súly                                               | Kor                                                | Klub                                               |
| -------------------------------------------------- | -------------------------------------------------- | -------------------------------------------------- | -------------------------------------------------- | -------------------------------------------------- | -------------------------------------------------- | -------------------------------------------------- |
| 20                                                 | Ed Belfour                                         | K                                                  | 18                                                 | 88                                                 | 1965. április 21. (36 évesen)                      | Dallas Stars                                       |
| 30                                                 | Martin Brodeur                                     | K                                                  | 188                                                | 93                                                 | 1972. május 6. (29 évesen)                         | New Jersey Devils                                  |
| 31                                                 | Curtis Joseph                                      | K                                                  | 18                                                 | 86                                                 | 1967. április 29. (34 évesen)                      | Toronto Maple Leafs                                |
| 2                                                  | Al MacInnis                                        | V                                                  | 188                                                | 95                                                 | 1963. július 11. (38 évesen)                       | St. Louis Blues                                    |
| 3                                                  | Eric Brewer                                        | V                                                  | 19                                                 | 100                                                | 1979. április 17. (22 évesen)                      | Edmonton Oilers                                    |
| 4                                                  | Rob Blake                                          | V                                                  | 19                                                 | 98                                                 | 1969. december 10. (32 évesen)                     | Colorado Avalanche                                 |
| 27                                                 | Scott Niedermayer                                  | V                                                  | 185                                                | 90                                                 | 1973. augusztus 31. (28 évesen)                    | New Jersey Devils                                  |
| 44                                                 | Chris Pronger                                      | V                                                  | 198                                                | 100                                                | 1974. október 10. (27 évesen)                      | St. Louis Blues                                    |
| 52                                                 | Adam Foote                                         | V                                                  | 185                                                | 93                                                 | 1971. július 10. (30 évesen)                       | Colorado Avalanche                                 |
| 55                                                 | Ed Jovanovski                                      | V                                                  | 188                                                | 95                                                 | 1976. június 26. (25 évesen)                       | Vancouver Canucks                                  |
| 9                                                  | Paul Kariya                                        | T                                                  | 178                                                | 82                                                 | 1974. október 16. (27 évesen)                      | Mighty Ducks of Anaheim                            |
| 11                                                 | Owen Nolan                                         | T                                                  | 185                                                | 95                                                 | 1972. február 12. (29 évesen)                      | San Jose Sharks                                    |
| 12                                                 | Jarome Iginla                                      | T                                                  | 185                                                | 92                                                 | 1977. július 1. (24 évesen)                        | Calgary Flames                                     |
| 14                                                 | Brendan Shanahan                                   | T                                                  | 191                                                | 91                                                 | 1969. január 23. (33 évesen)                       | Detroit Red Wings                                  |
| 19                                                 | Steve Yzerman                                      | T                                                  | 18                                                 | 82                                                 | 1965. május 9. (36 évesen)                         | Detroit Red Wings                                  |
| 21                                                 | Simon Gagné                                        | T                                                  | 183                                                | 84                                                 | 1980. február 29. (21 évesen)                      | Philadelphia Flyers                                |
| 25                                                 | Joe Nieuwendyk                                     | T                                                  | 185                                                | 93                                                 | 1966. szeptember 10. (35 évesen)                   | Dallas Stars                                       |
| 37                                                 | Mike Peca                                          | T                                                  | 18                                                 | 86                                                 | 1974. március 26. (27 évesen)                      | New York Islanders                                 |
| 66                                                 | Mario Lemieux                                      | T                                                  | 193                                                | 102                                                | 1965. október 5. (36 évesen)                       | Pittsburgh Penguins                                |
| 74                                                 | Theo Fleury                                        | T                                                  | 167                                                | 81                                                 | 1968. június 29. (33 évesen)                       | New York Rangers                                   |
| 88                                                 | Eric Lindros                                       | T                                                  | 193                                                | 107                                                | 1973. február 28. (28 évesen)                      | New York Rangers                                   |
| 91                                                 | Joe Sakic                                          | T                                                  | 18                                                 | 86                                                 | 1969. július 7. (32 évesen)                        | Colorado Avalanche                                 |
| 94                                                 | Ryan Smyth                                         | T                                                  | 185                                                | 88                                                 | 1976. február 21. (25 évesen)                      | Edmonton Oilers                                    |
| Vezetőedző: Pat Quinn                              | Vezetőedző: Pat Quinn                              | Vezetőedző: Pat Quinn                              | Vezetőedző: Pat Quinn                              | Vezetőedző: Pat Quinn                              | 1943. január 29. (59 évesen)                       | 1943. január 29. (59 évesen)                       |

### Svédország
| Svéd nemzeti férfi jégkorongcsapat-játékoskeret | Svéd nemzeti férfi jégkorongcsapat-játékoskeret | Svéd nemzeti férfi jégkorongcsapat-játékoskeret | Svéd nemzeti férfi jégkorongcsapat-játékoskeret | Svéd nemzeti férfi jégkorongcsapat-játékoskeret | Svéd nemzeti férfi jégkorongcsapat-játékoskeret | Svéd nemzeti férfi jégkorongcsapat-játékoskeret |
| #                                               | Név                                             | Poszt                                           | Magasság                                        | Súly                                            | Kor                                             | Klub                                            |
| ----------------------------------------------- | ----------------------------------------------- | ----------------------------------------------- | ----------------------------------------------- | ----------------------------------------------- | ----------------------------------------------- | ----------------------------------------------- |
| 1                                               | Johan Hedberg                                   | K                                               | 182                                             | 84                                              | 1973. május 5. (28 évesen)                      | Pittsburgh Penguins                             |
| 32                                              | Mikael Tellqvist                                | K                                               | 182                                             | 84                                              | 1979. szeptember 19. (22 évesen)                | St. John's Maple Leafs                          |
| 35                                              | Tommy Salo                                      | K                                               | 182                                             | 79                                              | 1971. február 1. (31 évesen)                    | Edmonton Oilers                                 |
| 2                                               | Mattias Öhlund                                  | V                                               | 188                                             | 100                                             | 1976. szeptember 9. (25 évesen)                 | Vancouver Canucks                               |
| 3                                               | Kim Johnsson                                    | V                                               | 187                                             | 90                                              | 1976. március 16. (25 évesen)                   | Philadelphia Flyers                             |
| 4                                               | Fredrik Olausson                                | V                                               | 188                                             | 90                                              | 1966. október 5. (35 évesen)                    | Detroit Red Wings                               |
| 5                                               | Nicklas Lidström                                | V                                               | 188                                             | 84                                              | 1970. április 28. (31 évesen)                   | Detroit Red Wings                               |
| 10                                              | Marcus Ragnarsson                               | V                                               | 185                                             | 98                                              | 1971. augusztus 13. (30 évesen)                 | San Jose Sharks                                 |
| 14                                              | Mattias Norström                                | V                                               | 188                                             | 91                                              | 1972. január 2. (30 évesen)                     | Los Angeles Kings                               |
| 29                                              | Kenny Jönsson                                   | V                                               | 191                                             | 89                                              | 1974. október 6. (27 évesen)                    | New York Islanders                              |
| 11                                              | Daniel Alfredsson                               | T                                               | 182                                             | 89                                              | 1972. december 11. (29 évesen)                  | Ottawa Senators                                 |
| 12                                              | Per-Johan Axelsson                              | T                                               | 185                                             | 80                                              | 1975. február 26. (26 évesen)                   | Boston Bruins                                   |
| 13                                              | Mats Sundin                                     | T                                               | 193                                             | 100                                             | 1971. február 13. (30 évesen)                   | Toronto Maple Leafs                             |
| 17                                              | Mathias Johansson                               | T                                               | 187                                             | 91                                              | 1974. február 22. (27 évesen)                   | Farjestads BK                                   |
| 19                                              | Mikael Renberg                                  | T                                               | 188                                             | 99                                              | 1972. május 5. (29 évesen)                      | Toronto Maple Leafs                             |
| 20                                              | Magnus Arvedson                                 | T                                               | 188                                             | 90                                              | 1971. november 25. (30 évesen)                  | Ottawa Senators                                 |
| 22                                              | Ulf Dahlén                                      | T                                               | 188                                             | 90                                              | 1967. január 21. (35 évesen)                    | Washington Capitals                             |
| 24                                              | Niklas Sundström                                | T                                               | 183                                             | 91                                              | 1975. június 6. (26 évesen)                     | San Jose Sharks                                 |
| 40                                              | Henrik Zetterberg                               | T                                               | 183                                             | 82                                              | 1980. október 9. (21 évesen)                    | Timra IK                                        |
| 42                                              | Jörgen Jönsson                                  | T                                               | 184                                             | 89                                              | 1972. szeptember 29. (29 évesen)                | Farjestads BK                                   |
| 91                                              | Markus Näslund                                  | T                                               | 184                                             | 90                                              | 1973. július 30. (28 évesen)                    | Vancouver Canucks                               |
| 92                                              | Michael Nylander                                | T                                               | 185                                             | 89                                              | 1972. október 3. (29 évesen)                    | Chicago Blackhawks                              |
| 96                                              | Tomas Holmström                                 | T                                               | 183                                             | 91                                              | 1973. január 23. (29 évesen)                    | Detroit Red Wings                               |
| Vezetőedző: Hardy Nilsson                       | Vezetőedző: Hardy Nilsson                       | Vezetőedző: Hardy Nilsson                       | Vezetőedző: Hardy Nilsson                       | Vezetőedző: Hardy Nilsson                       | 1947. június 23. (54 évesen)                    | 1947. június 23. (54 évesen)                    |

## D csoport

### Egyesült Államok
| Amerikai nemzeti férfi jégkorongcsapat-játékoskeret | Amerikai nemzeti férfi jégkorongcsapat-játékoskeret | Amerikai nemzeti férfi jégkorongcsapat-játékoskeret | Amerikai nemzeti férfi jégkorongcsapat-játékoskeret | Amerikai nemzeti férfi jégkorongcsapat-játékoskeret | Amerikai nemzeti férfi jégkorongcsapat-játékoskeret | Amerikai nemzeti férfi jégkorongcsapat-játékoskeret |
| #                                                   | Név                                                 | Poszt                                               | Magasság                                            | Súly                                                | Kor                                                 | Klub                                                |
| --------------------------------------------------- | --------------------------------------------------- | --------------------------------------------------- | --------------------------------------------------- | --------------------------------------------------- | --------------------------------------------------- | --------------------------------------------------- |
| 1                                                   | Mike Dunham                                         | K                                                   | 192                                                 | 90                                                  | 1972. június 1. (29 évesen)                         | Nashville Predators                                 |
| 30                                                  | Tom Barrasso                                        | K                                                   | 192                                                 | 95                                                  | 1965. március 31. (36 évesen)                       | Carolina Hurricanes                                 |
| 35                                                  | Mike Richter                                        | K                                                   | 182                                                 | 84                                                  | 1966. szeptember 22. (35 évesen)                    | New York Rangers                                    |
| 2                                                   | Brian Leetch                                        | V                                                   | 187                                                 | 91                                                  | 1968. március 3. (33 évesen)                        | New York Rangers                                    |
| 3                                                   | Brian Rafalski                                      | V                                                   | 177                                                 | 91                                                  | 1973. szeptember 28. (28 évesen)                    | New Jersey Devils                                   |
| 5                                                   | Tom Poti                                            | V                                                   | 192                                                 | 97                                                  | 1977. március 22. (24 évesen)                       | Edmonton Oilers                                     |
| 6                                                   | Phil Housley                                        | V                                                   | 179                                                 | 84                                                  | 1964. szeptember 3. (37 évesen)                     | Chicago Blackhawks                                  |
| 20                                                  | Gary Suter                                          | V                                                   | 184                                                 | 97                                                  | 1964. június 24. (37 évesen)                        | San Jose Sharks                                     |
| 24                                                  | Chris Chelios                                       | V                                                   | 187                                                 | 86                                                  | 1962. január 25. (40 évesen)                        | Detroit Red Wings                                   |
| 33                                                  | Aaron Miller                                        | V                                                   | 192                                                 | 91                                                  | 1971. augusztus 11. (30 évesen)                     | Los Angeles Kings                                   |
| 7                                                   | Keith Tkachuk                                       | T                                                   | 189                                                 | 102                                                 | 1972. március 28. (29 évesen)                       | St. Louis Blues                                     |
| 9                                                   | Mike Modano                                         | T                                                   | 192                                                 | 93                                                  | 1970. július 6. (31 évesen)                         | Dallas Stars                                        |
| 10                                                  | John Leclair                                        | T                                                   | 192                                                 | 103                                                 | 1969. július 5. (32 évesen)                         | Philadelphia Flyers                                 |
| 11                                                  | Tony Amonte                                         | T                                                   | 184                                                 | 91                                                  | 1970. augusztus 2. (31 évesen)                      | Chicago Blackhawks                                  |
| 12                                                  | Brian Rolston                                       | T                                                   | 189                                                 | 93                                                  | 1973. február 21. (28 évesen)                       | Boston Bruins                                       |
| 13                                                  | Bill Guerin                                         | T                                                   | 189                                                 | 95                                                  | 1970. november 9. (31 évesen)                       | Boston Bruins                                       |
| 16                                                  | Brett Hull                                          | T                                                   | 179                                                 | 92                                                  | 1964. augusztus 9. (37 évesen)                      | Detroit Red Wings                                   |
| 18                                                  | Chris Drury                                         | T                                                   | 179                                                 | 84                                                  | 1976. augusztus 20. (25 évesen)                     | Colorado Avalanche                                  |
| 28                                                  | Adam Deadmarsh                                      | T                                                   | 184                                                 | 88                                                  | 1975. május 10. (26 évesen)                         | Los Angeles Kings                                   |
| 39                                                  | Doug Weight                                         | T                                                   | 182                                                 | 91                                                  | 1971. január 21. (31 évesen)                        | St. Louis Blues                                     |
| 48                                                  | Scott Young                                         | T                                                   | 187                                                 | 91                                                  | 1967. október 1. (34 évesen)                        | St. Louis Blues                                     |
| 61                                                  | Mike York                                           | T                                                   | 178                                                 | 84                                                  | 1978. január 3. (24 évesen)                         | New York Rangers                                    |
| 97                                                  | Jeremy Roenick                                      | T                                                   | 184                                                 | 93                                                  | 1970. január 17. (32 évesen)                        | Philadelphia Flyers                                 |
| Vezetőedző: Herb Brooks                             | Vezetőedző: Herb Brooks                             | Vezetőedző: Herb Brooks                             | Vezetőedző: Herb Brooks                             | Vezetőedző: Herb Brooks                             | 1937. augusztus 5. (64 évesen)                      | 1937. augusztus 5. (64 évesen)                      |

### Finnország
| Finn nemzeti férfi jégkorongcsapat-játékoskeret | Finn nemzeti férfi jégkorongcsapat-játékoskeret | Finn nemzeti férfi jégkorongcsapat-játékoskeret | Finn nemzeti férfi jégkorongcsapat-játékoskeret | Finn nemzeti férfi jégkorongcsapat-játékoskeret | Finn nemzeti férfi jégkorongcsapat-játékoskeret | Finn nemzeti férfi jégkorongcsapat-játékoskeret |
| #                                               | Név                                             | Poszt                                           | Magasság                                        | Súly                                            | Kor                                             | Klub                                            |
| ----------------------------------------------- | ----------------------------------------------- | ----------------------------------------------- | ----------------------------------------------- | ----------------------------------------------- | ----------------------------------------------- | ----------------------------------------------- |
| 30                                              | Pasi Nurminen                                   | K                                               | 178                                             | 88                                              | 1975. december 17. (26 évesen)                  | Atlanta Thrashers                               |
| 31                                              | Jussi Markkanen                                 | K                                               | 182                                             | 83                                              | 1975. május 8. (26 évesen)                      | Edmonton Oilers                                 |
| 35                                              | Jani Hurme                                      | K                                               | 183                                             | 85                                              | 1975. január 7. (27 évesen)                     | Ottawa Senators                                 |
| 4                                               | Kimmo Timonen                                   | V                                               | 178                                             | 88                                              | 1975. március 18. (26 évesen)                   | Nashville Predators                             |
| 5                                               | Sami Salo                                       | V                                               | 192                                             | 98                                              | 1974. szeptember 2. (27 évesen)                 | Ottawa Senators                                 |
| 6                                               | Ossi Väänänen                                   | V                                               | 191                                             | 94                                              | 1980. augusztus 18. (21 évesen)                 | Phoenix Coyotes                                 |
| 7                                               | Aki-Petteri Berg                                | V                                               | 193                                             | 97                                              | 1977. július 28. (24 évesen)                    | Toronto Maple Leafs                             |
| 10                                              | Ville Nieminen                                  | V                                               | 181                                             | 93                                              | 1977. április 6. (24 évesen)                    | Colorado Avalanche                              |
| 21                                              | Jyrki Lumme                                     | V                                               | 185                                             | 96                                              | 1966. július 16. (35 évesen)                    | Toronto Maple Leafs                             |
| 27                                              | Teppo Numminen                                  | V                                               | 186                                             | 90                                              | 1968. július 3. (33 évesen)                     | Phoenix Coyotes                                 |
| 44                                              | Janne Niinimaa                                  | V                                               | 186                                             | 99                                              | 1975. május 22. (26 évesen)                     | Edmonton Oilers                                 |
| 8                                               | Teemu Selänne                                   | T                                               | 183                                             | 93                                              | 1970. július 3. (31 évesen)                     | San Jose Sharks                                 |
| 12                                              | Olli Jokinen                                    | T                                               | 188                                             | 90                                              | 1978. december 5. (23 évesen)                   | Florida Panthers                                |
| 14                                              | Raimo Helminen                                  | T                                               | 183                                             | 90                                              | 1964. március 11. (37 évesen)                   | Ilves Tampere                                   |
| 16                                              | Niklas Hagman                                   | T                                               | 184                                             | 90                                              | 1979. december 5. (22 évesen)                   | Florida Panthers                                |
| 17                                              | Tomi Kallio                                     | T                                               | 184                                             | 85                                              | 1977. január 27. (25 évesen)                    | Atlanta Thrashers                               |
| 22                                              | Mikko Eloranta                                  | T                                               | 183                                             | 86                                              | 1972. augusztus 24. (29 évesen)                 | Los Angeles Kings                               |
| 24                                              | Sami Kapanen                                    | T                                               | 177                                             | 80                                              | 1973. június 14. (28 évesen)                    | Carolina Hurricanes                             |
| 26                                              | Jere Lehtinen                                   | T                                               | 182                                             | 89                                              | 1973. június 24. (28 évesen)                    | Dallas Stars                                    |
| 36                                              | Juha Ylönen                                     | T                                               | 184                                             | 84                                              | 1972. február 13. (29 évesen)                   | Tampa Bay Lightning                             |
| 37                                              | Jarkko Ruutu                                    | T                                               | 188                                             | 96                                              | 1975. augusztus 23. (26 évesen)                 | Vancouver Canucks                               |
| 41                                              | Antti Aalto                                     | T                                               | 187                                             | 90                                              | 1975. március 4. (26 évesen)                    | Jokerit                                         |
| 42                                              | Juha Lind                                       | T                                               | 181                                             | 84                                              | 1974. január 2. (28 évesen)                     | Sodertalje SK                                   |
| Vezetőedző: Hannu Aravirta                      | Vezetőedző: Hannu Aravirta                      | Vezetőedző: Hannu Aravirta                      | Vezetőedző: Hannu Aravirta                      | Vezetőedző: Hannu Aravirta                      | 1953. március 26. (48 évesen)                   | 1953. március 26. (48 évesen)                   |

### Oroszország
| Orosz nemzeti férfi jégkorongcsapat-játékoskeret | Orosz nemzeti férfi jégkorongcsapat-játékoskeret | Orosz nemzeti férfi jégkorongcsapat-játékoskeret | Orosz nemzeti férfi jégkorongcsapat-játékoskeret | Orosz nemzeti férfi jégkorongcsapat-játékoskeret | Orosz nemzeti férfi jégkorongcsapat-játékoskeret | Orosz nemzeti férfi jégkorongcsapat-játékoskeret |
| #                                                | Név                                              | Poszt                                            | Magasság                                         | Súly                                             | Kor                                              | Klub                                             |
| ------------------------------------------------ | ------------------------------------------------ | ------------------------------------------------ | ------------------------------------------------ | ------------------------------------------------ | ------------------------------------------------ | ------------------------------------------------ |
| 30                                               | Ilja Brizgalov                                   | K                                                | 198                                              | 91                                               | 1980. június 22. (21 évesen)                     | Cincinnati Mighty Ducks                          |
| 31                                               | Jegor Podomackij                                 | K                                                | 176                                              | 76                                               | 1976. november 22. (25 évesen)                   | Lokomotyiv Jaroszlavl                            |
| 35                                               | Nyikolaj Habibulin                               | K                                                | 185                                              | 80                                               | 1973. január 13. (29 évesen)                     | Tampa Bay Lightning                              |
| 2                                                | Borisz Mironov                                   | V                                                | 191                                              | 102                                              | 1972. március 21. (29 évesen)                    | Chicago Blackhawks                               |
| 5                                                | Danyiil Markov                                   | V                                                | 184                                              | 86                                               | 1976. július 30. (25 évesen)                     | Phoenix Coyotes                                  |
| 7                                                | Oleg Tverdovszkij                                | V                                                | 185                                              | 84                                               | 1976. május 18. (25 évesen)                      | Mighty Ducks of Anaheim                          |
| 11                                               | Darjusz Kaszparajtyisz                           | V                                                | 182                                              | 97                                               | 1972. október 16. (29 évesen)                    | Pittsburgh Penguins                              |
| 23                                               | Vlagyimir Malahov                                | V                                                | 194                                              | 105                                              | 1968. augusztus 30. (33 évesen)                  | New York Rangers                                 |
| 29                                               | Igor Kravcsuk                                    | V                                                | 186                                              | 99                                               | 1966. szeptember 13. (35 évesen)                 | Calgary Flames                                   |
| 55                                               | Szergej Goncsar                                  | V                                                | 186                                              | 94                                               | 1974. április 13. (27 évesen)                    | Washington Capitals                              |
| 8                                                | Igor Larionov                                    | T                                                | 176                                              | 77                                               | 1960. december 3. (41 évesen)                    | Detroit Red Wings                                |
| 10                                               | Pavel Bure                                       | T                                                | 178                                              | 86                                               | 1971. március 31. (30 évesen)                    | Florida Panthers                                 |
| 12                                               | Oleg Kvasa                                       | T                                                | 195                                              | 98                                               | 1978. július 26. (23 évesen)                     | New York Islanders                               |
| 13                                               | Alekszej Zsamnov                                 | T                                                | 185                                              | 88                                               | 1970. október 1. (31 évesen)                     | Chicago Blackhawks                               |
| 14                                               | Szergej Szamszonov                               | T                                                | 176                                              | 83                                               | 1978. október 27. (23 évesen)                    | Boston Bruins                                    |
| 20                                               | Valerij Bure                                     | T                                                | 178                                              | 84                                               | 1974. június 13. (27 évesen)                     | Florida Panthers                                 |
| 26                                               | Pavel Dacjuk                                     | T                                                | 18                                               | 82                                               | 1978. július 20. (23 évesen)                     | Detroit Red Wings                                |
| 27                                               | Alekszej Kovaljov                                | T                                                | 187                                              | 100                                              | 1973. február 24. (28 évesen)                    | Pittsburgh Penguins                              |
| 33                                               | Andrej Nyikolisin                                | T                                                | 182                                              | 82                                               | 1973. március 25. (28 évesen)                    | Washington Capitals                              |
| 61                                               | Makszim Afinogenov                               | T                                                | 18                                               | 80                                               | 1979. szeptember 4. (22 évesen)                  | Buffalo Sabres                                   |
| 71                                               | Ilja Kovalcsuk                                   | T                                                | 185                                              | 86                                               | 1983. április 15. (18 évesen)                    | Atlanta Thrashers                                |
| 79                                               | Alekszej Jasin                                   | T                                                | 192                                              | 99                                               | 1973. november 5. (28 évesen)                    | New York Islanders                               |
| 91                                               | Szergej Fjodorov                                 | T                                                | 186                                              | 91                                               | 1969. december 13. (32 évesen)                   | Detroit Red Wings                                |
| Vezetőedző: Vjacseszlav Fetyiszov                | Vezetőedző: Vjacseszlav Fetyiszov                | Vezetőedző: Vjacseszlav Fetyiszov                | Vezetőedző: Vjacseszlav Fetyiszov                | Vezetőedző: Vjacseszlav Fetyiszov                | 1958. április 20. (43 évesen)                    | 1958. április 20. (43 évesen)                    |